# Hemibrycon jelskii

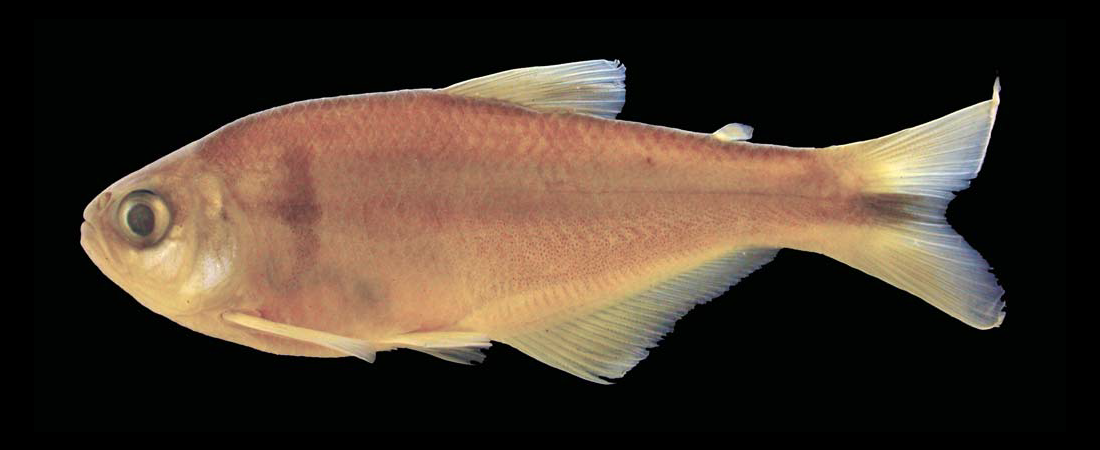
Hemibrycon jelskii, MUSM, mannelijk, 69,0 mm SL, Ucayali-rivierbassin, Peru.

Hemibrycon jelskii is een straalvinnige vissensoort uit de familie van de karperzalmen (Characidae). De wetenschappelijke naam van de soort is voor het eerst geldig gepubliceerd in 1876 door Steindachner.